# Остров (фильм, 2000)
«Остров» (кор. 섬) — южнокорейский фильм 2000 года, режиссёром и сценаристом которого является Ким Ки Дук. Этот фильм стал пятым в его карьере и первым, получившим широкую известность в других странах. Фильм содержит сцены насилия, которые были негативно восприняты зрителями во время премьеры на 57-м Венецианском кинофестивале.
Главные роли в фильме исполняют Со Джон и Ким Юсок, которые играют нетипичных любовников, полюбивших друг друга, несмотря на необычные препятствия.

## Сюжет
Хиджин (Со Джон) — немая хозяйка нескольких плавучих домиков на озере, её гости занимаются рыбной ловлей. На ней лежит вся забота о клиентах, она перевозит людей на берег и обратно, продает им еду, поставляет проституток, а иногда оказывает сексуальные услуги сама. Хёнсик (Ким Юсок), бывший полицейский, скрывается от закона и поселяется в одном из домов Хиджин, и между ними начинает развиваться странная связь. Хиджин интересуется прошлым Хёнсика и начинает заботиться о нём, спасая от двух попыток самоубийства. После того, как Хёнсик стал свидетелем двух убийств, он хочет покинуть курорт, но Хиджин, владеющая единственной лодкой, не отпускает его и не дает уплыть самостоятельно. Затем Хёнсик спасает Хиджин от самоубийства.

## Критика
Как и многие фильмы Ким Ки Дука, «Остров» был плохо воспринят в Южной Корее. Однако фильм был показан на нескольких кинофестивалях, стал одним из первых корейских фильмов, участвовавших в конкурсе на Венецианском кинофестивале. Во время первых просмотров некоторых зрителей тошнило, другие падали в обморок. Во время фестиваля фильм был отдельно отмечен NETPAC.
В своем обзоре Роджер Эберт, посмотревший фильм на фестивале Sundance Film Festival 2001, похвалил операторскую работу, отметив, что «это один из самых чернушных и тошнотворных фильмов, даже описания в данном обзоре могут показаться чрезмерными». Юрий Гладильщиков («Итоги») из-за обилия шокирующих сцен сравнивал «Остров» с японским фильмом Кинопроба.
В России фильм демонстрировался на 6-м кинофестивале «Лики любви» в 2001 году, где получил специальное упоминание «за самую шокирующую любовь».
Успех фильма на фестивалях позволил увеличить аудиторию фильма в нескольких странах, выходя во всё более широкий прокат, несмотря на то, что относится скорее к категории арт-хаус.
Фильм содержит несколько жестоких сцен, в частности, у некоторых критиков и зрителей вызвали отвращение две сцены с попыткой самоубийства рыболовными крючками. Также фильм содержит несколько эпизодов, в которых показано жестокое обращение с животными; режиссёр утверждает, что сцены не постановочные.